# Java Persistence Query Language
 (avril 2012).
Si vous disposez d'ouvrages ou d'articles de référence ou si vous connaissez des sites web de qualité traitant du thème abordé ici, merci de compléter l'article en donnant les références utiles à sa vérifiabilité et en les liant à la section « Notes et références ».
Java Persistence Query Language (JPQL) est un langage de requête orienté objet indépendant de la plateforme, défini dans la spécification Java Persistence API.
JPQL sert à exécuter des requêtes sur des entités persistées en base de données mais en travaillant sur les entités Java correspondant aux tables plutôt que sur les tables elles-mêmes.